# ゼットン (企業)

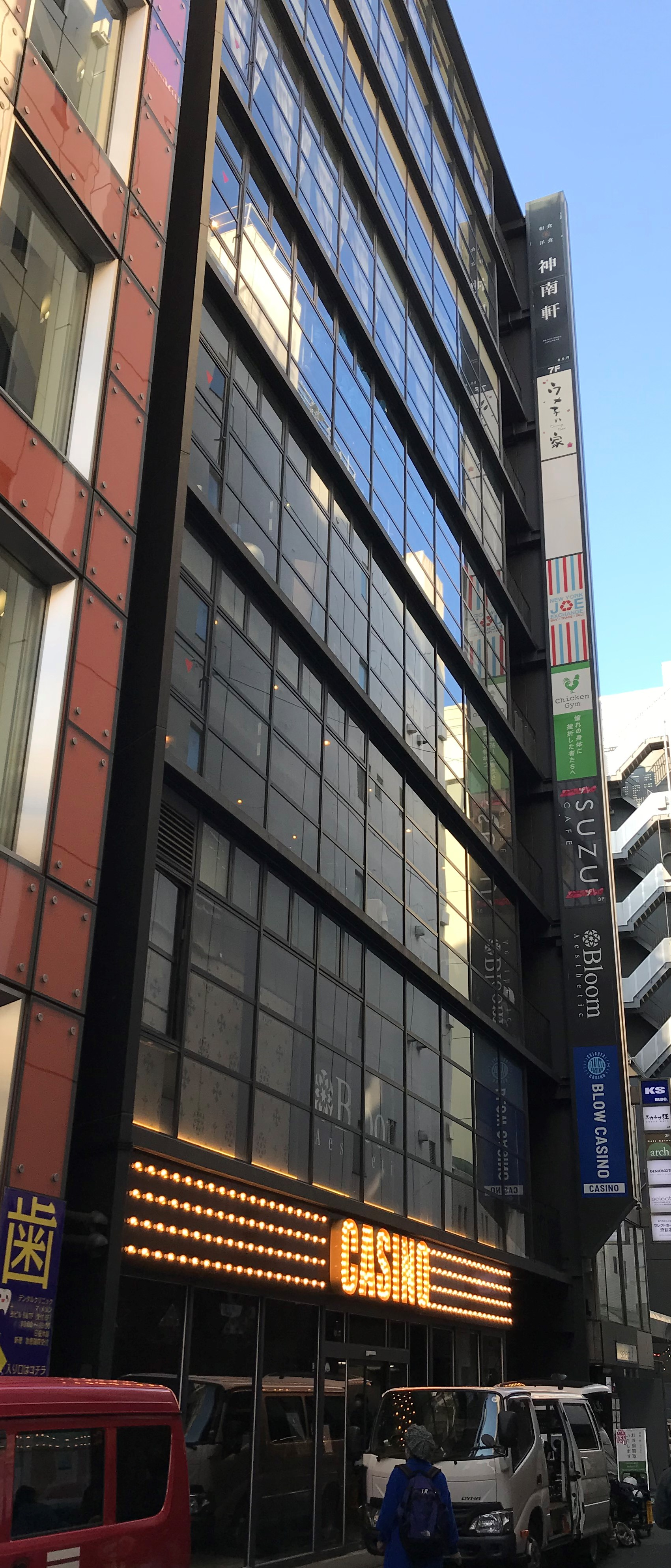
本社が入居するVORT渋谷 briller

株式会社ゼットン（英: zetton Inc.）は、東京都渋谷区に本社を、名古屋市中区に登記上の本店（名古屋オフィス）を置く外食企業である。
飲食店等の経営、開発及びコンサルティングを手掛ける。業務形態には、カフェ、レストラン、バー、ブライダル、ビアガーデンやバーベキュー場等のアウトドア事業がある。
飲食業をベースにしながら、公園再生事業を手掛ける。（葛西臨海公園、横浜・山下公園、岐阜公園など）
社名は"Foods & Drinks"を日本語化した「舌で味わい、のどで呑む」＝「舌呑」（ゼットン）、およびウルトラマンに登場する怪獣「ゼットン」に由来する。

## 沿革
- 1995年（平成7年）
  - 10月26日 - 設立。
  - 11月16日 - 名古屋市中区栄2丁目に第1号店｢ZETTON｣を開業。
- 2001年（平成13年）3月 - 東京都渋谷区恵比寿に東京1号店｢舌呑｣がオープン。
- 2004年（平成16年）
  - 5月 - 公共施設への出店を開始。同施設にてブライダル事業も開始。
  - 11月 - 名古屋市所有の都市公園｢徳川園｣内に、｢ガーデンレストラン徳川園｣｢蘇山荘｣を開店。ブライダル事業も実施。
- 2005年（平成17年）3月 - 名古屋市中区に完成した商業施設｢アスナル金山｣に｢ALOHA TABLE｣1号店を開店。
- 2006年（平成18年）10月19日 - 名古屋証券取引所セントレックスに株式を上場。
- 2007年（平成19年）6月 - アスナル金山の屋上に｢金山ソウル BBER GARDEN｣をオープン。ビアガーデン事業開始。
- 2008年（平成20年）10月 - ハワイにZETTON,INC.を設立。
- 2009年（平成21年）
  - 5月 - 神奈川県横浜市・横浜マリンタワーの運営を共同受託し、施設内に飲食店3店舗及びブライダルサービスを開始。
  - 7月 - ハワイ・ワイキキに｢ALOHA TABLE Waikiki｣オープン。
- 2010年（平成22年）
  - 5月 - 本社を東京都渋谷区恵比寿西に移転し、東京と名古屋の本部機能を集約。
  - 6月 - 大阪市・中之島公園内に｢"R"リバーサイドグリル＆ビアガーデン｣を開業し関西地区進出。
- 2022年（令和4年）
  - 2月21日 - 株式会社アダストリアが51.0%の株式を取得し、同社の連結子会社となる[6]。
  - 4月4日 - 名古屋証券取引所の市場区分見直しにより、名証ネクストへ移行。
- 2024年（令和6年）
  - 5月30日 - 名古屋証券取引所ネクスト市場上場廃止[1]。
  - 6月1日 - 株式交換により、アダストリアの完全子会社となる。

## 店舗
- ガーデンレストラン徳川園
- 蘇山荘
- 三井記念美術館 MUSEUM CAFE
- 神南軒（NAVI shibuya）
- ALOHA TABLE Waikiki（ハワイ）

## 事業所
- 本社（東京都渋谷区）
- 本店（愛知県名古屋市中区）

## テレビ番組
- 日経スペシャル カンブリア宮殿 公園に眠る宝を輝かせる！ 飲食業界 異端児の挑戦（2024年5月30日、テレビ東京）- ゼットン社長 鈴木伸典出演[3]。